# Кратін
Кратін (519 — 422 рік до н. е.) — значний давньогрецький комедіограф. Один із сильних попередників Арістофана.

## Життєпис
Був сином Каллімеда. Народився та все життя прожив в Афінах. Стосовно особистого життя практично немає відомостей.
Вперше він переміг на Діонісіях у 450 році до н. е. з комедією «Пляшка». Оригінал цієї комедії не зберігся, проте відомо щодо сюжету твору. В основній частині була представлена суперечка між Комедією та Мефою (Пиятика). Загалом Кратін 6 разів перемагав на Діонісіях.
Крім того, Кратін перемагав й на Ленеях. Перший його успіх зафіксовано у 430 році до н. е. Сюжети він брав із сучасного життя, додавав до них критику політичних діячів. Всього Кратін написав 21 комедію.
Манеру Кратіна Аристофан порівнював з бурхливим потоком. Стародавні критики відзначали велику силу сатиричного таланту й вважали спадкоємцем Архілоха.